# Kitrinoviricota
Embranchement
Les Kitrinoviricota sont un embranchement de virus à ARN appartenant au règne des Orthornavirae.

## Liste des classes
- Alsuviricetes
- Flasuviricetes
- Magsaviricetes
- 'Tolucaviricetes